# Józef Gacki
Józef Gacki (ur. 20 marca 1805 w Pęzach, zm. 21 listopada 1876 w Jedlni) – polski duchowny i historyk ziemi radomskiej, proboszcz Jedlni.

## Życiorys

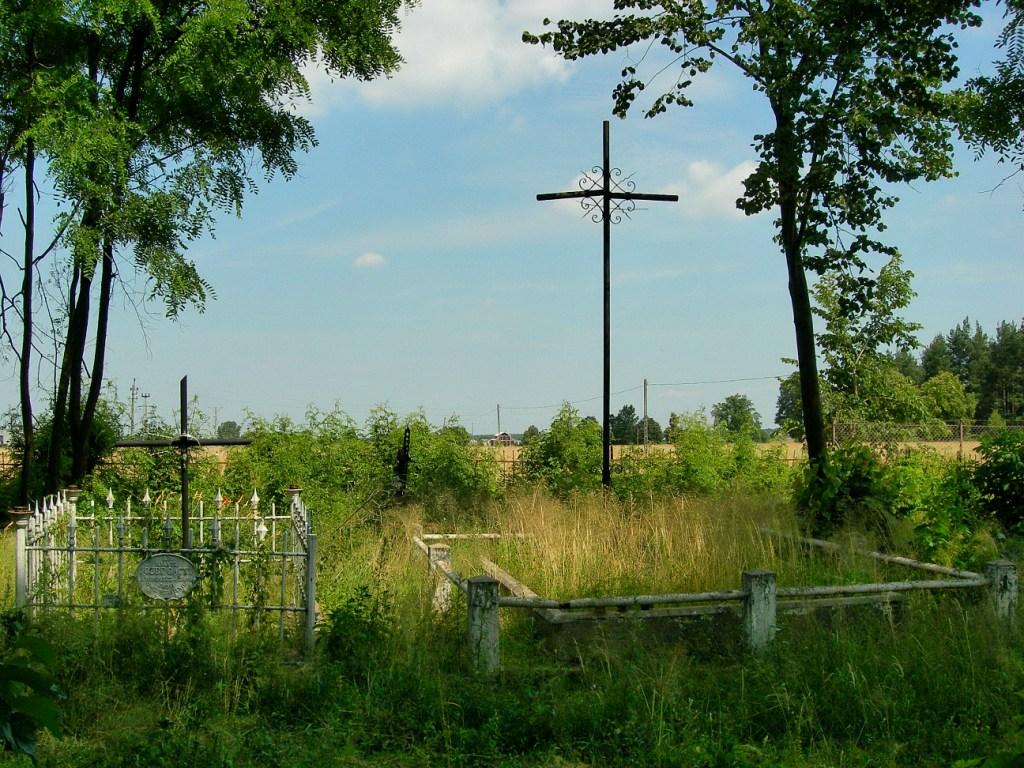
Mogiła ks. Józefa Gackiego na starym cmentarzu w Jedlni obok zbiorowej mogiły powstańców styczniowych

Urodził się we wsi Pęzy (powiat łomżyński). Po ukończeniu szkół pijarskich w Łomży, Radomiu i Łukowie wstąpił na Królewski Uniwersytet Warszawski, który ukończył w 1827 z tytułem magistra nauk wyzwolonych i złotym medalem większym za rozprawę konkursową na temat: Obraz elekcji Michała Korybuta i stanu ówczesnej Polski. Pracę tę opublikował w 1845 w „Bibliotece Warszawskiej”. Po studiach nad językami starożytnymi w Berlinie w 1828 otrzymał święcenia kapłańskie.
Za czasów studenckich uczył się w Szkole Wojewódzkiej w Warszawie łaciny, greki i historii. Przez trzy lata (1828–1831) był nauczycielem języków starożytnych i historii w Szkole Wojewódzkiej w Piotrkowie. Wynikiem jego pracy pedagogicznej była ogłoszona w 1827 Zabawa historyczna z dziejów polskich, w sposobie loterii ułożona. Następnie w Piotrkowie przetłumaczył i opublikował księgę pierwszą Ksenofonta O wyprawie Cyrusa młodszego (1829). Tutaj także opracował źródłowo Dzieje instytutów edukacyjnych, mianowicie pijarskich zakładów w Piotrkowie i wydrukował w Popisie publicznym uczniów Szkoły Wojew. kś. Pijarów w Piotrkowie (1830). Dla uzupełnienia studiów historycznych przez pewien czas  Gacki przebywał w Berlinie (1831). Po powrocie z zagranicy, dzięki staraniom biskupa podlaskiego, Marcelego Gutkowskiego objął profesurę w seminarium duchownym tejże diecezji oraz wikariat w Międzyrzecu. Tutaj na polecenie biskupa przetłumaczył na język polski dzieło Starka „O zjednoczeniu różnych wyznań chrześcijańskich”. W 1837 został wikarym w Jedlni przy swym stryju Tadeuszu, proboszczu tejże parafii, niegdyś rektorze szkoły pijarskiej w Radomiu.
Po zgonie stryja (1839) sam objął parafię w Jedlni, na której pozostał aż do śmierci. Tu właśnie, w tej prastarej osadzie królewskiej kontynuował pracę naukową, społeczną i polityczną. Krzewił oświatę wśród ludu swej obszernej parafii, zakładając szkółki elementarne, likwidował istniejące karczmy, a tym samym pijaństwo oraz roztoczył opiekę nad potrzebującymi pomocy materialnej i duchowej.
W okresie probostwa w Jedlni rozmiłowany w przeszłości, poświęcił swój czas i siły badaniom dziejów ojczystych, głównie regionalnej historii kościoła w Sandomierskiem. Skrzętnie gromadził źródła archiwalne, sporządzał ich odpisy i opracowywał poszczególne kościoły, klasztory i miejscowości. Prace swe drukował głównie w „Pamiętniku Religijno-Moralnym” w latach 1844–1862. Na szczególną uwagę zasługuje 338-stronicowe opracowanie dziejów Radomia zawarte w tymże pamiętniku. Szereg monograficznych opracowań wydał oddzielnie w formie książek. Do najcenniejszych należy zaliczyć:
- Benedyktyński klasztor w Sieciechowie według pism i podań miejscowych (Radom, 1872)[3],
- Benedyktyński klasztor Świętego Krzyża na Łysej Górze (1873)[4],
- Jedlnia, w niej kościół i akta obelnego prawa (Radom, 1874)[5] (książka ta dotyczy historii, gospodarki, kultury, obyczajów i języka tych okolic),
- Wiadomość historyczna o biskupich niegdyś dobrach, zamku i mieście Iłży (1869),
- Nowy Radom i jego Fara, do 1500 roku,
- O rodzinie Jana Kochanowskiego (Warszawa, 1869)[6].

Zajął się również historią literatury, ogłaszając rozprawę pt. Poeta Klonowicz udarowany od klasztoru sieciechowskiego wójtostwem psarskim.
Był patriotą, prześladowanym przez władze carskie za popieranie i czynny udział w powstaniu styczniowym (1863), za co był później więziony w twierdzy dęblińskiej.
Zmarł w Jedlni i zgodnie ze swym życzeniem został pochowany na „starym cmentarzu” w Jedlni, obok mogiły powstańców styczniowych poległych podczas bitwy w nieodległych Jaścach (20 IV 1863). Jego żeliwny nagrobek został przeniesiony na cmentarz przykościelny kościoła parafialnego w Jedlni.